# Kamienica przy ulicy Podwale 73–74 we Wrocławiu
Kamienica przy ulicy Podwale 73–74 – zabytkowa kamienica mieszczańska znajdująca się przy ulicy Podwale we Wrocławiu. W 1899 roku kamienica była uznana za najbardziej ekskluzywny i nowoczesny dom mieszkalny we Wrocławiu. Obecnie kamienica ta obok kamienicy nr 75 jest jedynym zachowanym świadectwem najelegantszej zabudowy południowej części Wrocławia.

## Historia posesji i kamienicy

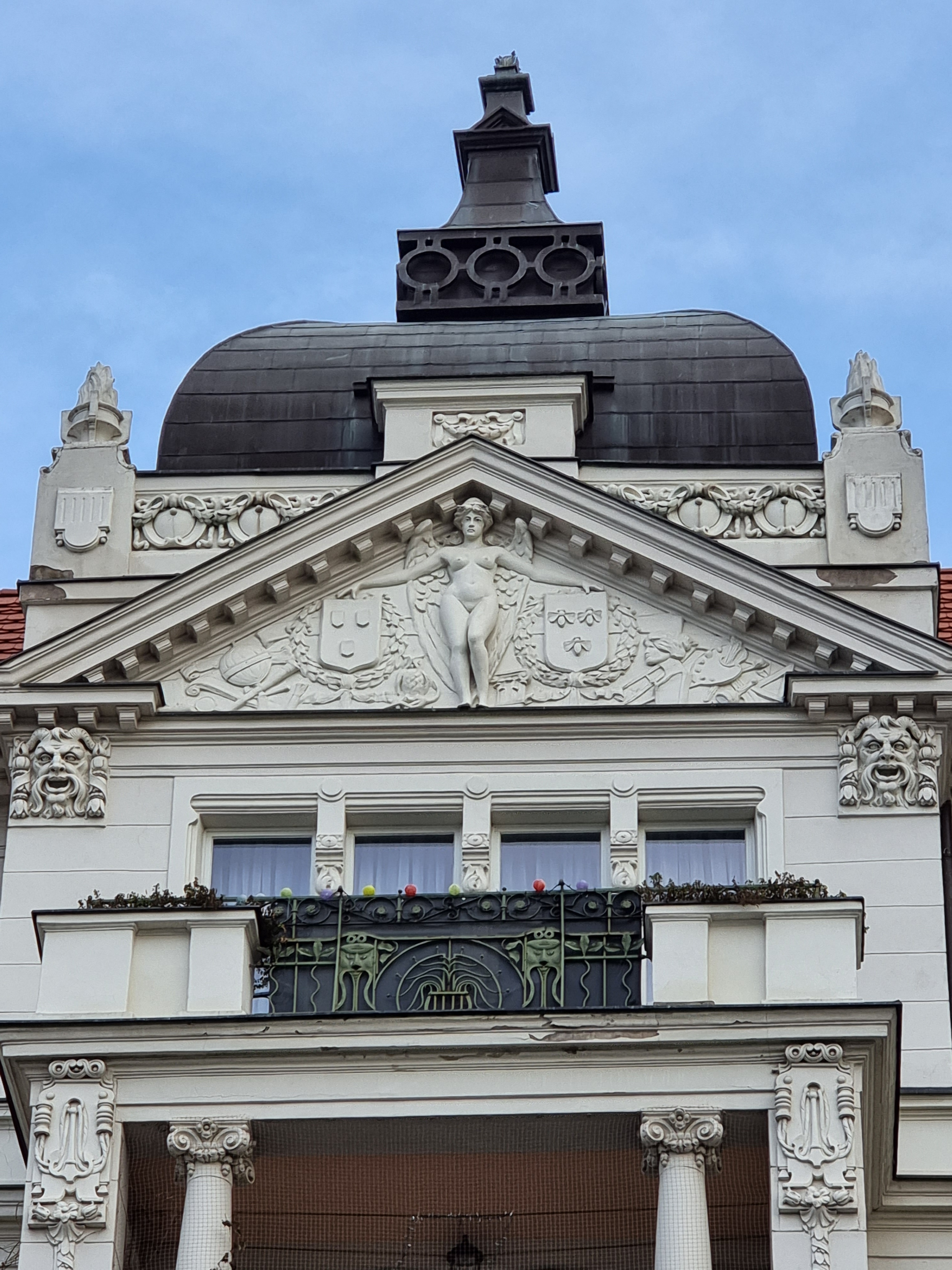
Tympanon z herbami na elewacji frontowej

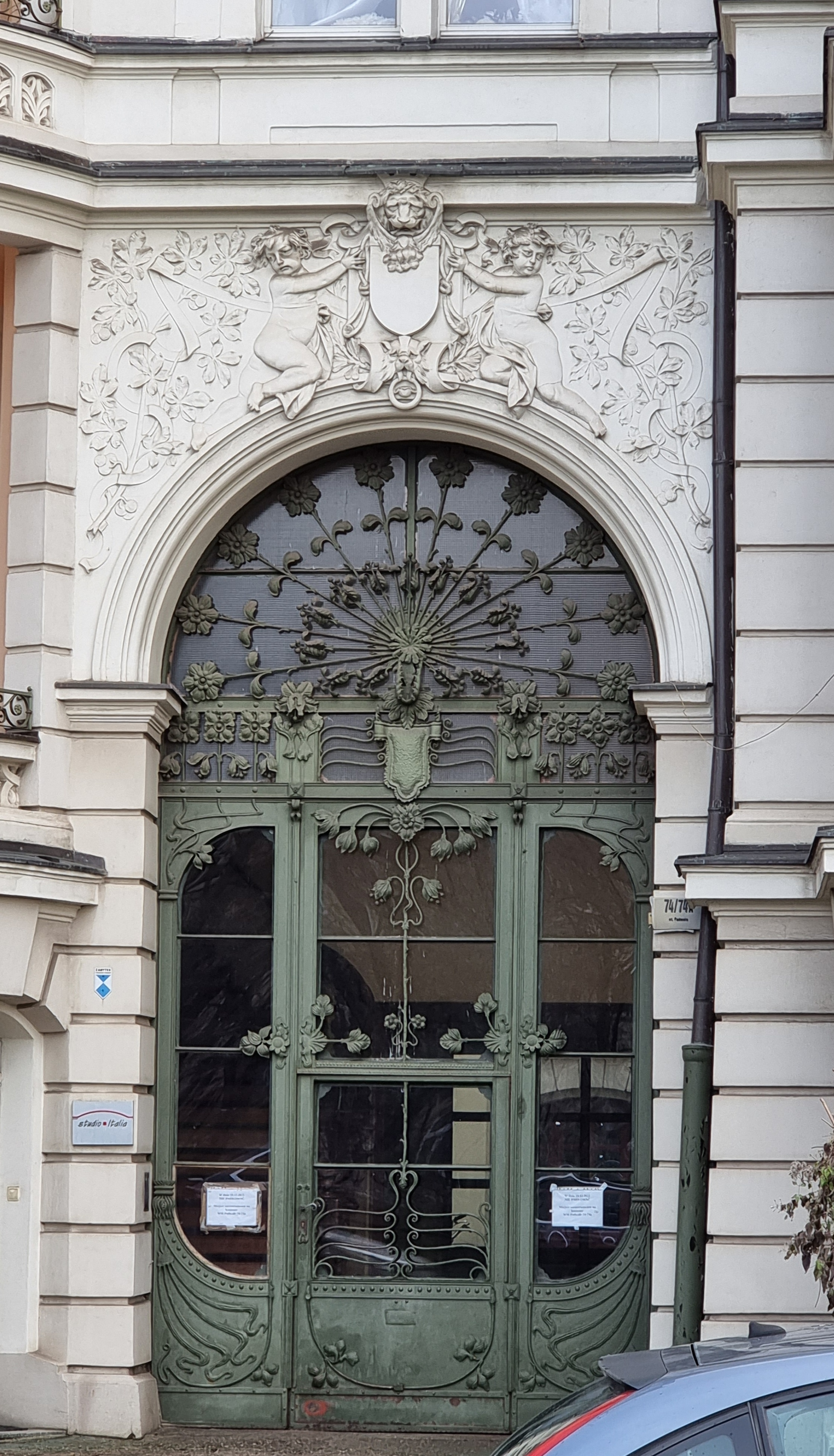
Putta z herbami nad wejściem północnym

Obecna kamienica nr 73–74 została wzniesiona w miejscu dawnego Ewangelickiego Seminarium Nauczycielskiego, a po 1847 roku Instytutu Wydziału Medycznego Uniwersytetu Wrocławskiego. W dawnym budynku znajdowała się klinika położnicza oraz siedziba Kliniki Chirurgii i Instytut Fizjologii. Projekt nowego budynku został wykonany w 1899 roku. Różne źródła podają różnych projektantów: Agnieszka Zabłocka-Kos, Jolanta Gromadzka i Ewa Jóźwik za autora projektu podają Eduarda Hentschela; Agnieszka Tomaszewicz z Martą Kowalską oraz Marian Stanek jako autora wymieniają Josepha Wittckego. W rzeczywistości obaj architekci wykonali projekty kamienicy. Ich projekty zachowały się w Archiwum Budowlanym Miasta Wrocławia. Jako pierwszy projekt złożył w 1899 roku Joseph Wittcke. Jego propozycje nie zostały przyjęte. W 1900 roku swój projekt złożył mistrz murarski Eduard Hentschel i to na podstawie tego projektu wzniesiono budynek, choć nie zrealizowano wszystkich założeń architekta. Zleceniodawcą projektów był przedsiębiorca budowlany Ernst Nissen (Niksen). Realizacja projektu miała miejsce w roku 1900.

## Opis architektoniczny
Czteropiętrowy budynek jest złożony z dwóch dwutraktowych domów: frontowego i tylnego oraz z trzech łączących je poprzecznie jednotraktowych skrzydeł tworzących dwa wewnętrzne dziedzińce. Rzut całego budynku zamyka się w prostokącie o wymiarach ok. 43 × 44 metry. Front budynku o symetrycznej kompozycji utrzymany jest w neobarokowym stylu. Dziewięcioosiowa fasada podzielona została trzema ryzalitami: środkowy posiadał oddzielne balkony na każdym piętrze i zwieńczony został trójkątnym tympanonem wypełnionym płaskorzeźbą przedstawiającą stojącą postać kobiety z rozstawionymi rękoma, z tarczami po bokach oraz z atrybutami nauki – globusem i lunetą, i sztuki – paletą malarską i pędzlami. Na poszczególnych kondygnacjach ryzalitu środkowego balkony flankują różne stylistycznie kolumny, różne formy posiadają również umieszczone między nimi balustrady. Na drugiej kondygnacji są to boniowane proste filary z balustradą pełną, na trzeciej kolumny doryckie z balustradą pełną, a na czwartej kolumny jońskie z balustradą tralkową. Nad tympanonem umieszczono wieżyczkę z hełmem pokrytym blachą.
Boczne ryzality posiadają wykusze obejmujące trzy górne kondygnacje, zakończone wysokimi hełmami. W skrajnych osiach, na trzech kondygnacjach, znajdują się loggie. Fasadę na całej wysokości pokryto boniowaniem modelowanym w tynku i ozdobiono bogatymi secesyjnymi ornamentami. Po obu bokach ryzalitu środkowego znajdują się dwa, bogato zdobione, otwory wejściowe, m.in. nad wejściem północnym znajdują się putta podtrzymujące kartusz herbowy. W narożnikach pomiędzy bocznymi ryzalitami a korpusem budynku znajdują się wykusze na wycinku koła. Pomiędzy czwartą a piątą kondygnacją znajduje się fryz ozdobiony ornamentyką roślinną. Nad piątą kondygnacją znajduje się gzyms wieńczący wsparty na niewielkim wysięgu ze skromnym gierowaniem.
Na każdej z trzech pierwszych kondygnacji znajdowały się trzy wielopokojowe mieszkania, każde o powierzchni około 300 m²; w części frontowej znajdowały się pomieszczenia reprezentacyjne, w skrzydle bocznym jadalnia, kuchnia, pomieszczenia gospodarcze i pokoje dla służby, w skrzydle tylnym wychodzącym na ogród – sypialnie, łazienka i gospodarcza klatka schodowa. Prawie każde pomieszczeni miało własny wykusz, loggię lub werandę. Na czwartej kondygnacji znajdowało się pięć mniejszych mieszkań.
W 1903 roku budynek został poddany remontowi. Na parterze w dwóch mieszkaniach zainstalowano łazienki oraz zamontowano dodatkowe drewniane schody łączące parter z I piętrem. Prace zaprojektował R. Seider. W latach 1931–1932 dokonano przebudowy mieszkań na parterze.

## Po 1945
Po 1945 roku budynek był przeznaczony pod mieszkania czynszowe. W latach 1967–1968 oba budynki nr 73 i 74 zostały gruntownie wyremontowane.